# Дакар-Діас
Аеропорт Дакар-Діас або Аеропорт Блез Діань (фр. Aéroport international Blaise Diagne, IATA: DSS, ICAO: GOBD) — міжнародний аеропорт поблизу міста Діас у регіоні Тієс, Сенегал, за 43 км на схід від центру Дакара. Є головним аеропортом Дакара, відкрився замість аеропорту Дакар-Йофф, який не вміщав весь пасажирський трафік і з 2017 року використовується лише як вантажний. Аеропорт найменовано на честь Блеза Діаня, першого чорношкірого африканця, обраного до парламенту Франції в 1914 році.
Кошторисна вартість будівництва — 566 мільйонів євро

Аеропорт відкрито 7 грудня 2017 року.

## Авіалінії та напрямки, січень 2022

### Пасажирські
| Авіакомпанія           | Пункт призначення |
| ---------------------- | --- |
| Air Algérie            | Алжир |
| Air Burkina            | Бамако, Уджда |
| Air Côte d'Ivoire      | Абіджан, Бамако, Конакрі |
| Air France             | Париж–Шарль де Голль |
| Air Senegal            | Абіджан, Балтимор-Вашингтон, Бамако, Банжул, Барселона, Біссау, Кап-Скіррен, Касабланка, Конакрі, Котону, Дуала, Фрітаун, Лібервілль, Ліон, Ліон, Марсель, Мілан-Мальпенса, Нью-Йорк — Джон Кеннеді, Нуакшот-Умтунсі, Париж–Шарль де Голль, Прая, Зігіншор |
| ASKY Airlines          | Абіджан, Біссау, Ломе, Прая |
| Binter Canarias        | Гран-Канарія |
| Brussels Airlines      | Банжул, Брюссель |
| Cabo Verde Airlines    | Сал |
| CEIBA Intercontinental | Котону, Малабо |
| Delta Air Lines        | Нью-Йорк — Джон Кеннеді |
| Emirates               | Дубай |
| Ethiopian Airlines     | Аддис-Абеба, Бамако |
| Iberia                 | Мадрид |
| Kenya Airways          | Абіджан, Бамако, Найробі |
| Mauritania Airlines    | Абіджан, Бамако, Конакрі, Фрітаун, Нуакшот-Умтунсі |
| Neos                   | Мілан-Мальпенса |
| Royal Air Maroc        | Касабланка |
| TAP Air Portugal       | Лісабон |
| Transair               | Банжул, Біссау, Кап-Скіррен, Кап-Скіррен, Фрітаун, Колда, Прая, Зігіншор Чартер: Кедугу, Тамбакунда |
| Transavia              | Сезонно: Нант |
| TUI Airways            | Сезонно: Лондон–Гатвік (з 7 листопада 2022) |
| TUI fly Netherlands    | Сезонно: Амстердам |
| Tunisair               | Конакрі, Туніс |
| Turkish Airlines       | Стамбул |
| Vueling                | Барселона, Тенерифе-Північний |

### Вантажні
| Авіакомпанія   | Пункт призначення    |
| -------------- | -------------------- |
| DHL Aviation   | Касабланка, Брюссель |
| Magma Aviation | Клермон-Ферран       |

## Пасажирообіг
Див. джерело запитів Вікіданих та джерела.

## Транспорт
Регіональний експрес курсує з 27 грудня 2021 року між станцією Дакар і Діамніадіо, будується розширення до аеропорту.